# Tournoi d'ouverture du championnat du Salvador de football 2012
Navigation
Saison précédente Saison suivante
Le Tournoi Apertura 2012 est le vingt-neuvième tournoi saisonnier disputé au Salvador.
C'est cependant la 76e fois que le titre de champion du Salvador est remis en jeu.
Lors de ce tournoi, le CD Águila a tenté de conserver son titre de champion du Salvador face aux neuf meilleurs clubs salvadoriens.
Chacun des dix clubs participant était confronté deux fois aux neuf autres équipes. Puis les quatre meilleurs se sont affrontés lors d'une phase finale à la fin du tournoi.
Seulement une place était qualificative pour la Ligue des champions de la CONCACAF.

## Les 10 clubs participants
Ce tableau présente les dix équipes qualifiées pour disputer le championnat 2012-2012. On y trouve le nom des clubs, le nom des stades dans lesquels ils évoluent ainsi que la capacité et la localisation de ces derniers.
| \| CD Águila Alianza FC CD Atlético Marte Univ. El Salvador Club Deportivo FAS Juventud Independiente AD Isidro-Metapan CD Luis Ángel Firpo Once Municipal Santa Tecla FC \| Localisation des clubs. |
| CD Águila Alianza FC CD Atlético Marte Univ. El Salvador Club Deportivo FAS Juventud Independiente AD Isidro-Metapan CD Luis Ángel Firpo Once Municipal Santa Tecla FC                               |

| Club                          | Stade                        | Capacité | Ville        |
| CD Águila                     | Stade Juan Francisco Barraza | 10 000   | San Miguel   |
| Alianza FC                    | Stade Cuscatlán              | 45 925   | San Salvador |
| Club Deportivo FAS            | Stade Oscar Quiteño          | 15 000   | Santa Ana    |
| Juventud Independiente        | Complejo Municipal           | 5 000    | Opico        |
| AD Isidro-Metapan             | Stade Jorge Calero Suárez    | 8 000    | Metapán      |
| CD Luis Ángel Firpo           | Stade Sergio Torres          | 5 000    | Usulután     |
| CD Atlético Marte             | Stade Cuscatlán              | 45 925   | San Salvador |
| Santa Tecla FC                | Stade Las Delicias           | 3 000    | Santa Tecla  |
| Once Municipal                | Stade Simeón Magaña          | 5 000    | Ahuachapán   |
| CD Universidad de El Salvador | Stade Universitario UES      | 10 000   | San Salvador |

## Compétition
Le tournoi Apertura se déroule de la même façon que les tournois des championnats précédents, en deux phases :
- La phase de qualification : les dix-huit journées de championnat.
- La phase finale : les matchs aller-retour allant des demi-finales à la finale.

### Phase de qualification
Lors de la phase de qualification les dix équipes affrontent à deux reprises les neuf autres équipes selon un calendrier tiré aléatoirement.
Les quatre meilleures équipes sont qualifiées pour les demi-finales.
Le classement est établi sur le barème de points classique (victoire à 3 points, match nul à 1, défaite à 0).
Le départage final se fait selon les critères suivants :
- Le nombre de points.
- La différence de buts générale.
- Le nombre de buts marqué.

#### Classement
| Rang | Équipe                        | Pts | J  | G  | N | P  | Bp | Bc | Diff |
| ---- | ----------------------------- | --- | -- | -- | - | -- | -- | -- | ---- |
| 1    | AD Isidro-Metapan             | 36  | 18 | 11 | 3 | 4  | 37 | 25 | +12  |
| 2    | Alianza FC                    | 34  | 18 | 10 | 4 | 4  | 36 | 19 | +17  |
| 3    | Club Deportivo FAS            | 33  | 18 | 9  | 6 | 3  | 27 | 15 | +12  |
| 4    | CD Águila T                   | 31  | 18 | 9  | 4 | 5  | 29 | 19 | +10  |
| 5    | CD Luis Ángel Firpo           | 25  | 18 | 7  | 4 | 7  | 26 | 24 | +2   |
| 6    | CD Atlético Marte             | 23  | 18 | 7  | 2 | 9  | 28 | 25 | +3   |
| 7    | Santa Tecla FC P              | 21  | 18 | 5  | 6 | 7  | 24 | 33 | -9   |
| 8    | CD Universidad de El Salvador | 20  | 18 | 4  | 8 | 6  | 20 | 26 | -6   |
| 9    | Juventud Independiente        | 19  | 18 | 4  | 7 | 7  | 27 | 34 | -7   |
| 10   | Once Municipal                | 5   | 18 | 1  | 2 | 15 | 16 | 50 | -34  |

| Légende : Qualifications et relégations | Légende : Qualifications et relégations          |
| --------------------------------------- | ------------------------------------------------ |
|                                         | Qualifié pour les demi-finales                   |
|                                         | T Tenant du titre P Promu de la saison 2011-2012 |

#### Matchs
| Résultats (▼dom., ►ext.)                                   | Agu | Ali | Mar | FAS | Isi | Ind | Lui | Onc | STe | Uni |
| CD Águila                                                  |     | 0-3 | 1-3 | 1-1 | 3-2 | 1-2 | 3-0 | 3-0 | 0-0 | 2-1 |
| Alianza FC                                                 | 0-2 |     | 2-1 | 3-2 | 1-1 | 0-2 | 2-0 | 2-0 | 7-1 | 1-1 |
| CD Atlético Marte                                          | 0-1 | 0-2 |     | 1-2 | 2-1 | 4-1 | 2-3 | 5-1 | 3-2 | 1-1 |
| Club Deportivo FAS                                         | 0-0 | 2-1 | 2-0 |     | 1-1 | 4-1 | 1-0 | 1-0 | 4-1 | 0-0 |
| CD Luis Ángel Firpo                                        | 0-1 | 0-2 | 0-2 | 1-0 |     | 4-2 | 2-3 | 4-2 | 2-0 | 3-2 |
| AD Isidro-Metapan                                          | 3-2 | 1-0 | 1-0 | 2-1 | 1-0 |     | 1-1 | 5-0 | 1-1 | 1-2 |
| Juventud Independiente                                     | 2-2 | 0-3 | 4-3 | 0-1 | 1-1 | 1-4 |     | 3-3 | 5-1 | 1-1 |
| Once Municipal                                             | 0-4 | 1-2 | 0-1 | 1-3 | 1-3 | 1-3 | 1-1 |     | 1-2 | 3-2 |
| Santa Tecla FC                                             | 1-3 | 2-2 | 0-0 | 2-2 | 0-1 | 2-2 | 1-0 | 4-0 |     | 3-0 |
| CD Universidad de El Salvador                              | 1-0 | 3-3 | 1-0 | 0-0 | 0-0 | 1-4 | 2-2 | 2-1 | 0-1 |     |
| - Victoire à domicile - Match nul - Victoire à l'extérieur |     |     |     |     |     |     |     |     |     |     |

### La phase finale
Les quatre équipes qualifiées sont réparties dans le tableau final d'après leur classement général.
En cas d'égalité lors des demi-finales, c'est l'équipe la mieux classée qui se qualifie. Par contre lors de la finale, si les deux équipes sont à égalité, des prolongations puis une séance de tirs au but ont lieu.

#### Tableau
|  | 1/2 finale         | 1/2 finale         | 1/2 finale | 1/2 finale | 1/2 finale | 1/2 finale        |                   |     | Finale | Finale | Finale | Finale | Finale |  |
|  |                    |                    |            |            |            |                   |                   |     |        |        |        |        |        |  |
|  |                    |                    |            |            |            |                   |                   |     |        |        |        |        |        |  |
|  |                    |                    |            |            |            |                   |                   |     |        |        |        |        |        |  |
|  | AD Isidro-Metapan  | AD Isidro-Metapan  | (1)        | 2          | 3          |                   |                   |     |        |        |        |        |        |  |
|  | AD Isidro-Metapan  | AD Isidro-Metapan  | (1)        | 2          | 3          |                   |                   |     |        |        |        |        |        |  |
|  | CD Águila          | CD Águila          | (4)        | 1          | 2          |                   |                   |     |        |        |        |        |        |  |
|  | CD Águila          | CD Águila          | (4)        | 1          | 2          | AD Isidro-Metapan | AD Isidro-Metapan | (1) | 0      | 1(5)   |        |        |        |  |
|  |                    |                    |            |            |            |                   | AD Isidro-Metapan | (1) | 0      | 1(5)   |        |        |        |  |
|  |                    | Alianza FC         | Alianza FC | (2)        | 0          | 1(4)              |                   |     |        |        |        |        |        |  |
|  | Alianza FC         | Alianza FC         | Alianza FC | (2)        | 0          | 1(4)              | (2)               | 1   | 0      |        |        |        |        |  |
|  | Alianza FC         | Alianza FC         |            |            |            |                   | (2)               | 1   | 0      |        |        |        |        |  |
|  | Club Deportivo FAS | Club Deportivo FAS | (3)        | 1          | 0          |                   |                   |     |        |        |        |        |        |  |
|  | Club Deportivo FAS | Club Deportivo FAS | (3)        | 1          | 0          |                   |                   |     |        |        |        |        |        |  |

#### Demi-finales
| Club              | Aller | Retour | Club               | Commentaire                     |
| AD Isidro-Metapan | 2-1   | 3-2    | CD Águila          |                                 |
| Alianza FC        | 1-1   | 0-0    | Club Deportivo FAS | Qualifié au classement général. |

#### Finale
| 16 décembre 2012                                                                                      | AD Isidro-Metapan  | 1:1 (a.p.)                                                                                              | Alianza FC       | Stade Cuscatlán          |                          |
| | Nicolás Muñoz 106e | (0;0)                                                                                                   | Sean Fraser 110e | Arbitrage : Joel Aguilar | Arbitrage : Joel Aguilar |
| Alfredo Pacheco · Julio Martínez · Ramón Sánchez · Nicolás Muñoz · Eliseo Quintanilla · Milton Molina | Tirs au but 5:4    | Christian Castillo · Arturo Albarrán · Danny Torres · Emerson Véliz · Josué Odir Flores · Miguel Montes |                  | Arbitrage : Joel Aguilar | Arbitrage : Joel Aguilar |

## Bilan du tournoi
| Tournoi d'ouverture du championnat de football du Salvador 2012 |                              |
| Champion                                                        | AD Isidro-Metapan (7e titre) |
| Dauphin                                                         | Alianza FC                   |
| Qualifications continentales                                    |                              |
| Ligue des champions 2013-2014 (Phase de groupes)                | AD Isidro-Metapan            |

## Statistiques

### Buteurs
| Rang | Nom            | Équipe                        | Buts |
| 1    | Nicolas Muñoz  | AD Isidro-Metapan             | 12   |
| 1    | Sean Fraser    | Alianza FC                    | 12   |
| 3    | César Larios   | CD Universidad de El Salvador | 9    |
| 4    | Nelson Bonilla | Alianza FC                    | 8    |
| 5    | Anel Canales   | CD Luis Ángel Firpo           | 7    |
| 7    | 2 joueurs      | 2 joueurs                     | 6    |